# Pietro Ingrao
Pietro Ingrao (Lenola, Lacio, 30 de marzo de 1915-Roma, Lacio, 27 de septiembre de 2015) fue un político, funcionario y periodista italiano, durante muchos años dirigente del Partido Comunista Italiano (PCI).

## Biografía
Pietro Ingrao se afilió al PCI en 1942 y tomó parte en la Resistencia italiana durante la Segunda Guerra Mundial. Tras la guerra, representó al ala izquierda del Partido. Esto le llevó a numerosos conflictos con Giorgio Amendola, líder del ala derecha. 
Fue diputado entre 1948 y 1994. Durante los años 50, fue editor del diario oficial del Partido, L’Unità. Así mismo fue Presidente de la Cámara de Diputados italiana de 1976 a 1979. 
Tras la escisión en el PCI del XX Congreso (1991), a la cual se opuso, ingresó en el mayoritario Partido Democrático de la Izquierda (PDS), pero lo abandonó pronto. Tras las elecciones europeas de 2004 sorprendió a muchos uniéndose al Partido de la Refundación Comunista (PRC). 
Ha escrito numerosos poemas y ensayos políticos. Su trabajo más importante es Appuntamenti di fine secolo (Balance en el final de siglo), publicado en 1995 en colaboración con Rossana Rossanda. En 2008 se publicaron sus memorias en castellano, Pedía la luna (Ed. Península).
Ingrao falleció el 27 de septiembre de 2015 en Roma a la avanzada edad de 100 años. Hoy en día, es considerado como uno de los más prestigiosos políticos en la historia de la izquierda italiana.

## Obras
- Masse e potere - Crisi e terza via, entrevista de Romano Ledda, Roma, Editori Riuniti, 2015 ISBN 978-88-6473-119-3
- Masse e potere, Roma, Editori Riuniti, 1977.
- Crisi e terza via, entrevista de Romano Ledda, Roma, Editori Riuniti, 1978.
- Parlamento, regioni, Mezzogiorno. Atti del Convegno presieduto da Pietro Ingrao, Regio de Calabria, Casa del libro, 1980.
- Discorso sul governo Spadolini e sulla lotta per l'alternativa democratica, Roma, Grafica editrice romana, 1981.
- Tradizione e progetto, Bari, De Donato, 1982.
- I poteri si rifondano: quale risposta?, en L'alternativa: culture politiche del Pci alla prova, Roma, Editori riuniti riviste, 1986.
- Il dubbio dei vincitori. Poesie, Milán, A. Mondadori, 1986.
- Le cose impossibili. Un'autobiografia raccontata e discussa con Nicola Tranfaglia, Roma, Editori Riuniti, 1990. ISBN 88-359-3415-X.
- Interventi sul campo, Nápoles, CUEN, 1990. ISBN 88-7146-136-3.
- L'alta febbre del fare, Milán, A. Mondadori, 1994. ISBN 88-04-38149-3.
- Appuntamenti di fine secolo, con Rossana Rossanda, Roma, Manifestolibri, 1995. ISBN 88-7285-089-4.
- Variazioni serali, Milán, Il Saggiatore, 2000. ISBN 88-428-0872-5.
- Parti, Osnago, Pulcinoelefante, 2001.
- La guerra sospesa. I nuovi connubi tra politica e armi, Bari, Dedalo, 2003. ISBN 88-220-5337-0.
- Non ci sto! Appunti per un mondo migliore, con Alex Zanotelli, San Cesario di Lecce, Manni, 2003. ISBN 88-8176-357-5.
- Una lettera di Pietro Ingrao. Con una risposta di Goffredo Bettini, Fiesole, Cadmo, 2005. ISBN 88-7923-326-2.
- Mi sono molto divertito. Scritti sul cinema (1936-2003), Roma, Centro sperimentale di cinematografia, 2006.
- Volevo la luna, Turín, Einaudi, 2006. ISBN 88-06-17990-X.
- La pratica del dubbio. Dialogo con Claudio Carnieri, San Cesario di Lecce, Manni, 2007. ISBN 978-88-8176-977-3.
- Indignarsi non basta, con Maria Luisa Boccia e Alberto Olivetti, Reggio Emilia, Aliberti, 2011. ISBN 978-88-7424-785-1.
- A chiare lettere. Un carteggio con Pietro Ingrao e altri scritti, de Goffredo Bettini, Roma, Ponte sisto, 2011. ISBN 88-95658-04-3.
- La Tipo e la notte. Scritti sul lavoro [1978-1996], Roma, Ediesse, 2013. ISBN 978-88-230-1799-3.
- Crisi e riforma del Parlamento, con un Dialogo epistolare sulle istituzioni con Norberto Bobbio e un saggio con Luigi Ferrajoli, Roma, Ediesse, 2014. ISBN 978-88-230-1888-4.
- Coniugare al presente. L'Ottantanove e la fine del PCI. Scritti [1989 1993], Roma, Ediesse, 2015. ISBN 978-88-230-1946-1.

## Distinciones honoríficas
- Caballero de Gran Cruz de la Orden al Mérito de la República Italiana (Roma, 1996).